# 렉서스 ES
렉서스 ES(Lexus ES)는 일본의 자동차 회사인 토요타의 고급 브랜드 렉서스에서 내놓은 전륜구동 준대형 승용차로, 1989년에 렉서스 런칭 당시 LS와 같이 출시되었다. ES는 Executive Sedan의 머리 글자에서 따온 것이다.
렉서스의 차종 중 미국과 대한민국 등지의 시장에서 가장 인기가 높은 차량이다. 특히 대한민국에서는 2001년 렉서스의 정식 출시 이래 꾸준히 판매 중인 차종이다.

## 1세대(VZV21)

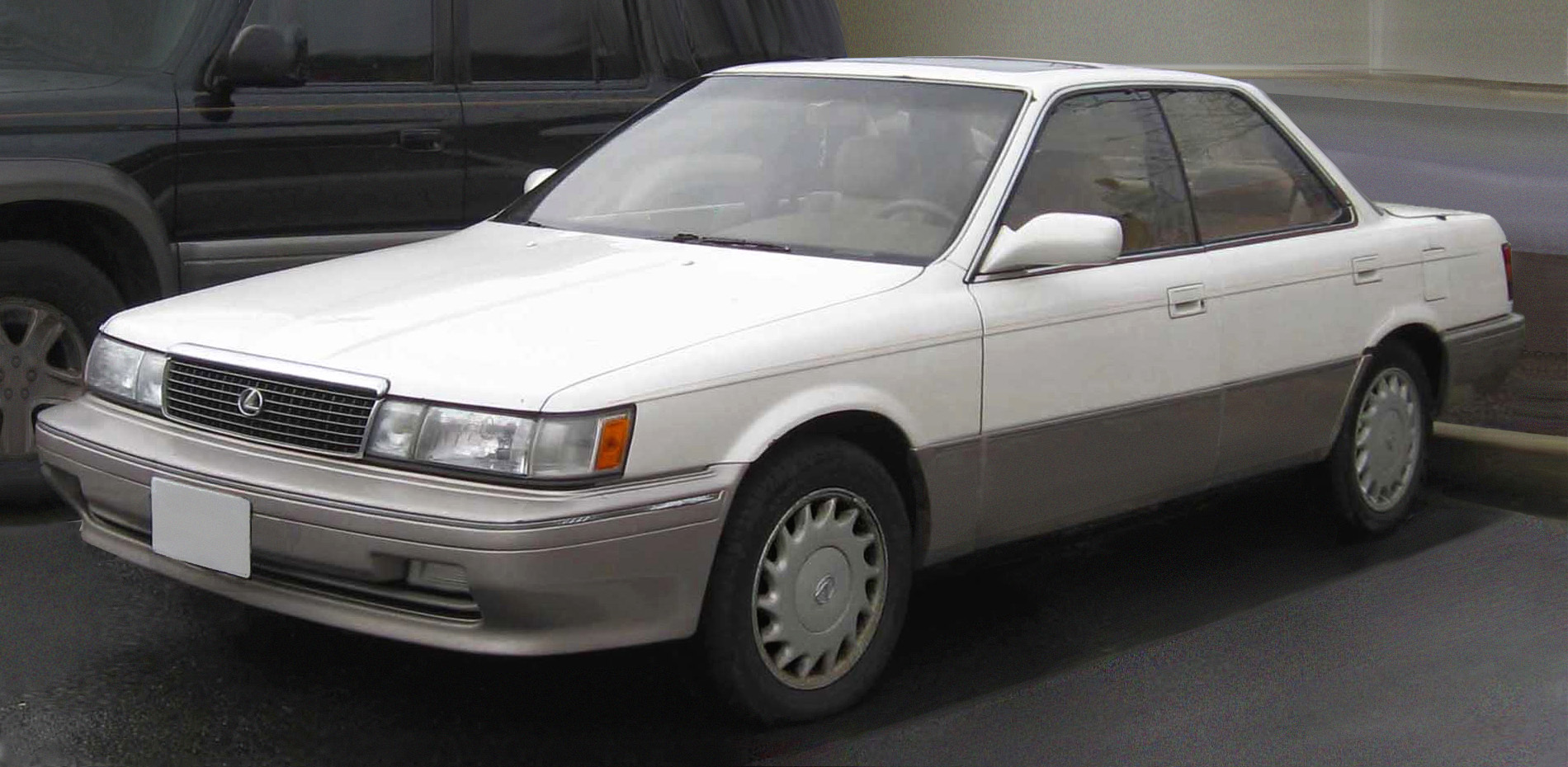
렉서스 ES 정측면

당시 일본 내에서 판매되었던 토요타 캠리 프로미넨트를 미국에서 렉서스 브랜드를 통해 ES로 출시했다. 1989년에 개최된 북미 국제 오토쇼에서 렉서스 브랜드의 런칭과 함께 공개되었다. 프레임리스 도어를 적용했으며, 2VZ-FE V6 2,500cc 엔진을 얹어서 세부 트림명은 ES250이다. 라디에이터 그릴과 와이드 리어 램프, 알루미늄 휠 등은 당시 함께 판매되던 LS와 비슷한 느낌이다. 토요타 계열 변속기 제조업체인 아이신의 A540E 4단 자동변속기나 5단 수동변속기를 조합했고, 안전 사양으로는 운전석 에어백, ABS 등이 적용되었다.

## 2세대(XV10)

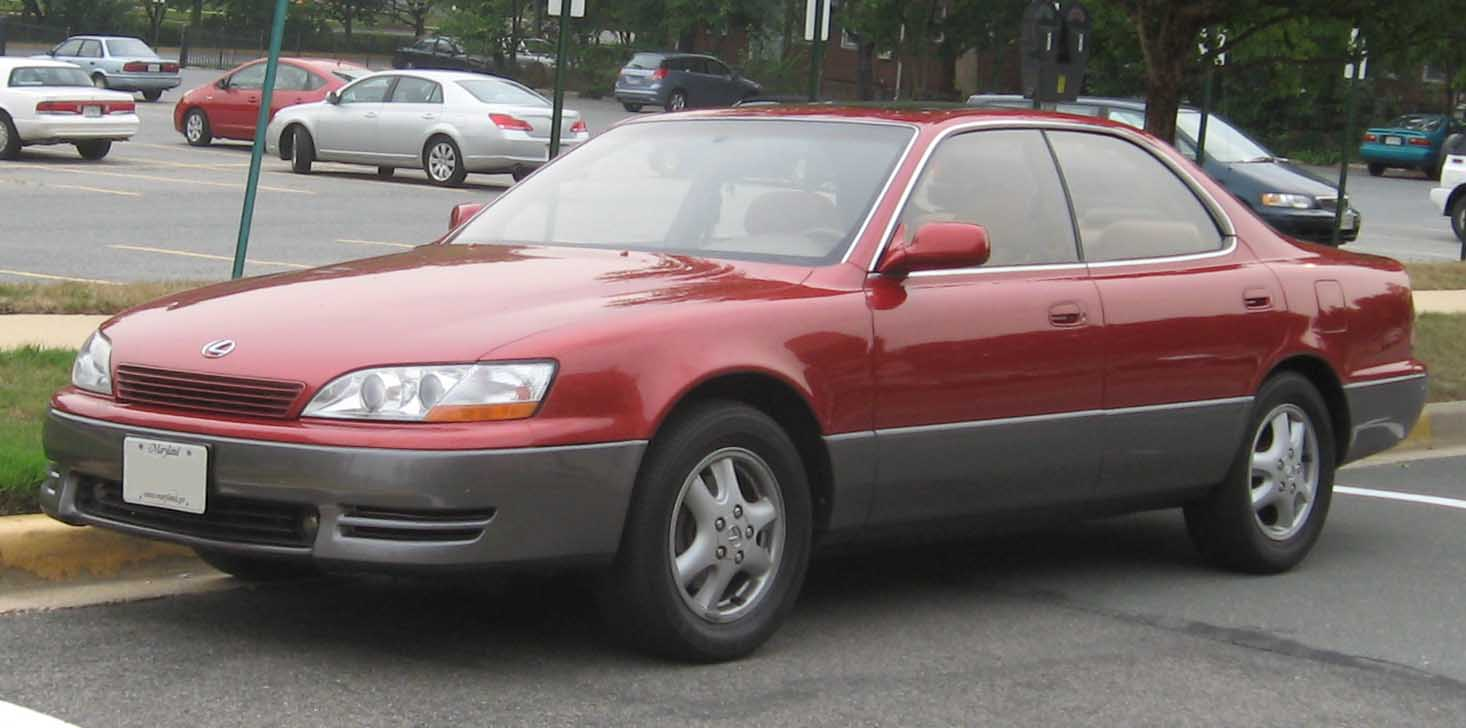
렉서스 ES 정측면

1세대 ES가 기존 캠리의 엠블럼만 바꾼 것과 달리, 렉서스가 런칭되지 않았던 일본에서는 2세대 ES부터 4세대 ES까지 캠리를 베이스로 만든 윈덤으로 출시되었다. 3VZ-FE V6 3,000cc 엔진을 얹어 세부 트림명은 ES300이 되었다. 익스테리어는 1세대보다 곡선이 가미된 디자인이 되었으며, 라디에이터 그릴 안에 있던 엠블렘은 후드 위로 옮겨졌다. 2세대 ES는 판매 측면에서 큰 성공을 거두어 렉서스의 최다 판매 차종이 되었다. 1993년에 새로운 디자인의 라디에이터 그릴, 조수석 에어백, 외부 온도계 등이 적용되었으며, 알루미늄으로 만들어진 신형 엔진이 도입되었다. 5단 수동변속기가 없어져 4단 자동변속기만 남았다.

## 3세대(XV20)

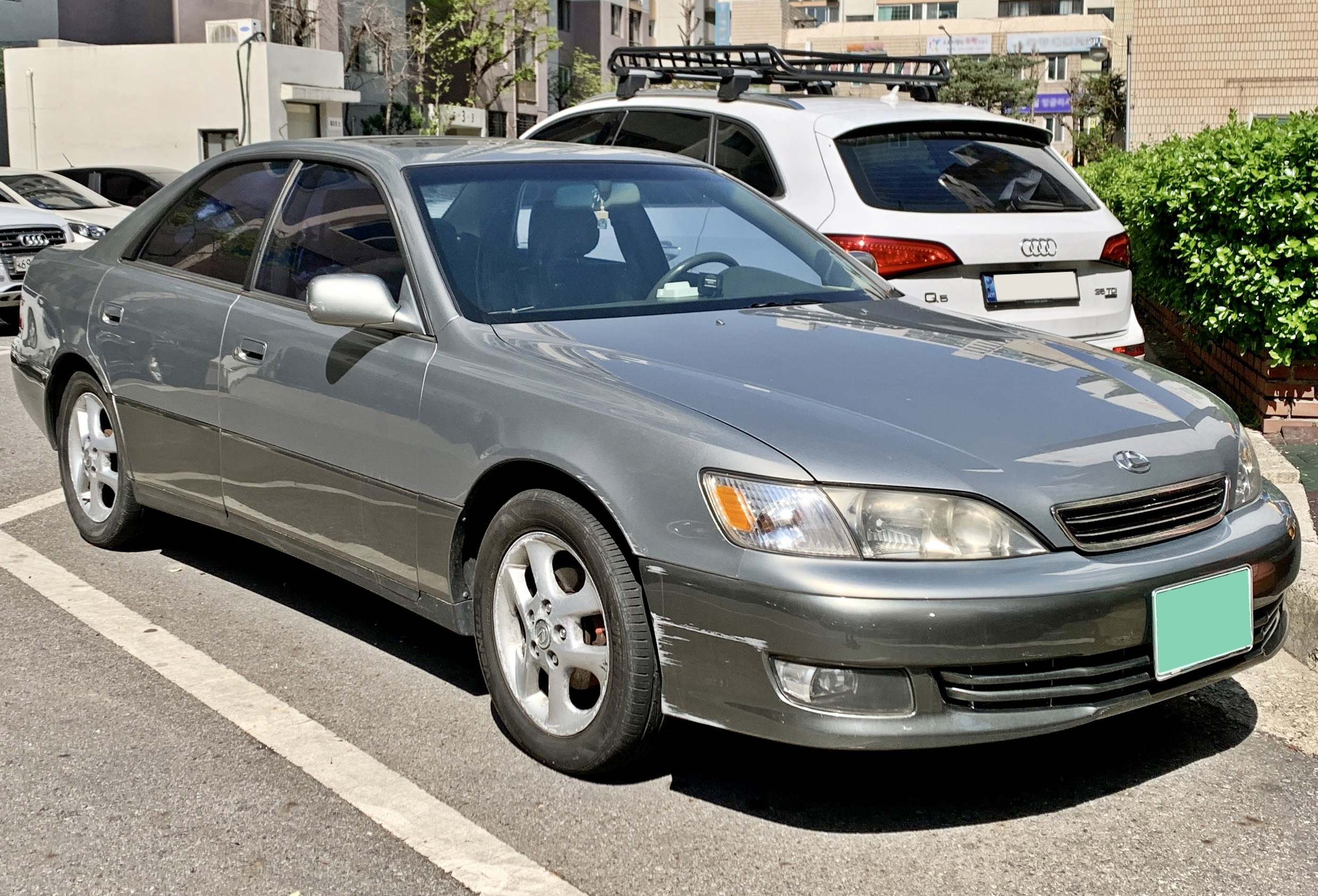
렉서스 ES 정측면

풀 모델 체인지를 거쳤으나, 익스테리어는 2세대 ES와 굉장히 비슷한 모습이고 프레임리스 도어도 계속 적용됐다. 2세대 ES보다 차체 강성이 30% 증가되었으나, 중량이 가벼워졌다. 호두나무제 우드 그레인, 전자동 에어컨, CD체인저 등 고급 편의 사양이 적용되었다. 1997년에는 프리텐셔너 내장 시트 벨트와 앞 좌석 사이드 에어백이 더해졌다. 1999년에는 범퍼 등 일부가 변경되었다. 3세대 ES 역시 1MZ-FE V6 3,000cc 엔진을 얹은 ES300만 판매되었다. 3세대 ES부터 아이치현 도요타시를 떠나 후쿠오카현 미야와카시에서 생산하기 시작했다.

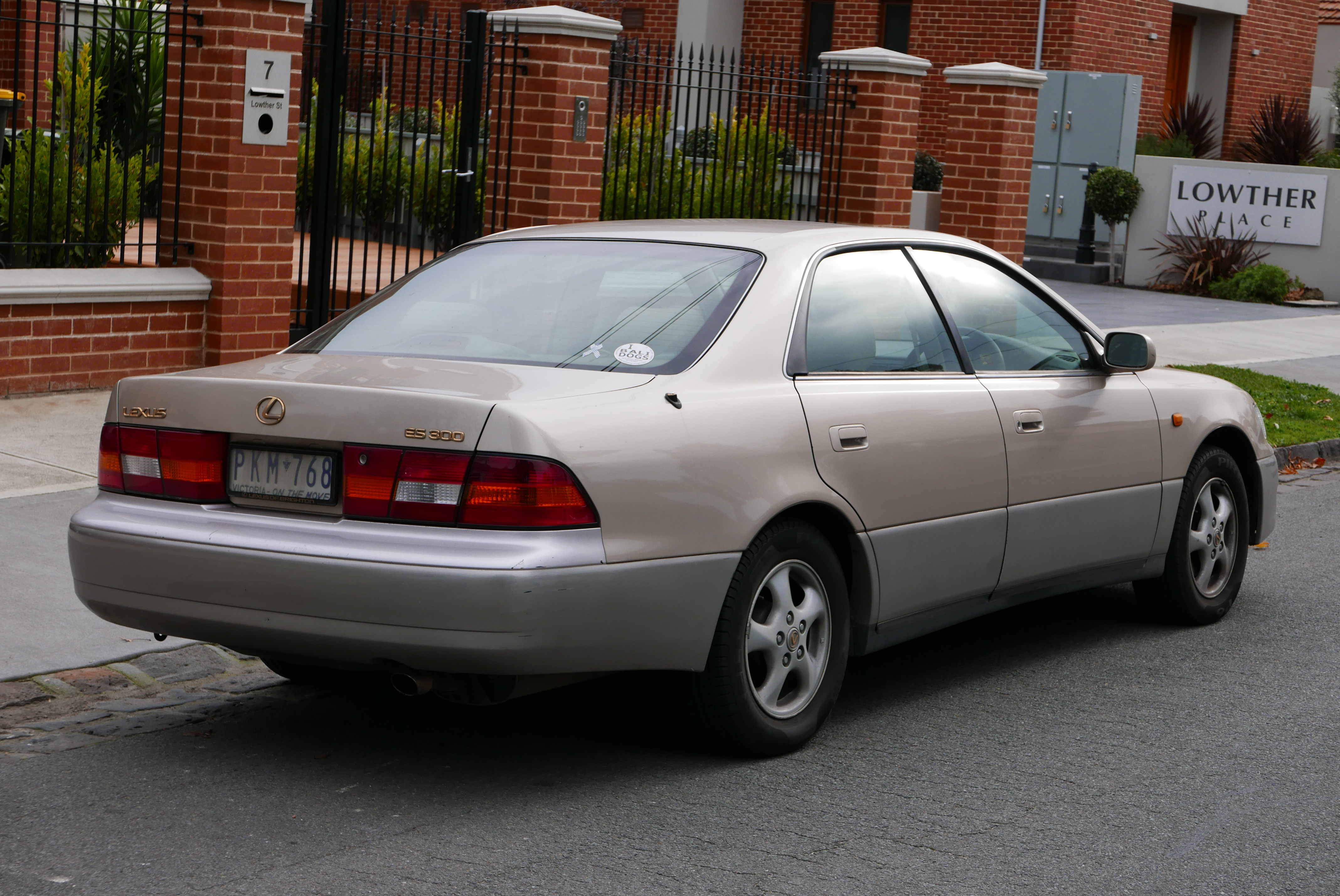
렉서스 ES 후측면

## 4세대(XV30)

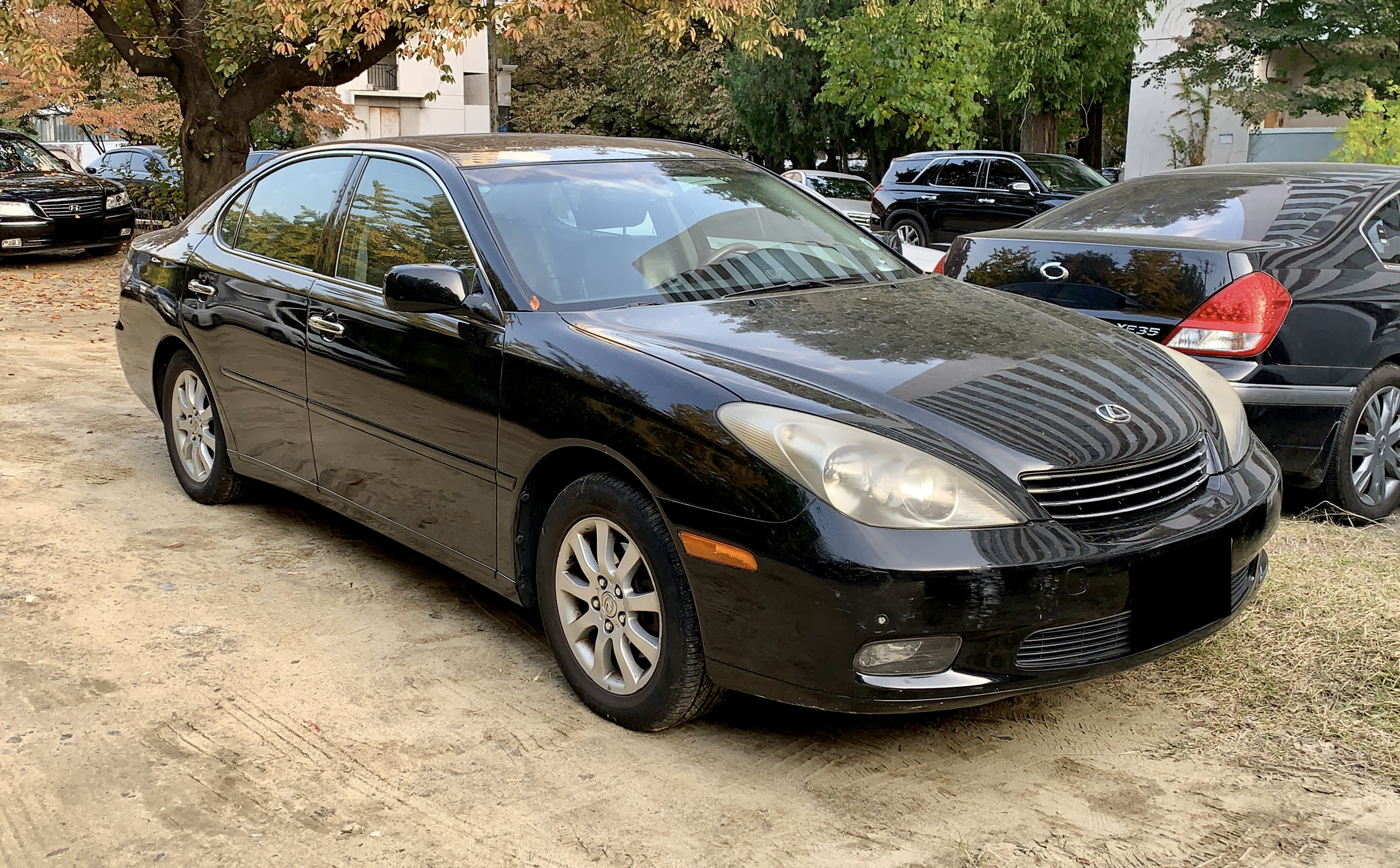
렉서스 ES(전기형) 정측면

IS의 출시에 의해 스포티함보다는 럭셔리함을 구현해 소음 억제, 부드러운 시트, 고급스러운 내장재 등 쾌적함에 중점을 두어 보다 호화롭게 만들어 냈다. 4단 자동변속기는 5단 자동변속기로 대체되었고, 3세대 ES까지 이어진 프레임리스 도어가 폐지되어 대신 도어에 프레임이 생겼다. 후석 전동식 선 쉐이드, 우적 감지 와이퍼, DVD 타입 내비게이션, 후진 연동 아웃 사이드 미러 등이 적용되었다. 2001년부터 렉서스가 대한민국에 정식 진출하여 4세대 ES부터 판매가 이뤄졌으며, 출시 이래 한동안 대한민국 수입차 중 스테디 셀러로 자리잡았다. 2004년에 페이스 리프트를 거쳐 1MZ-FE V6 3,000cc 엔진을 얹은 ES300에서 3MZ-FE V6 3,300cc 엔진을 얹은 ES330으로 대체되었다.

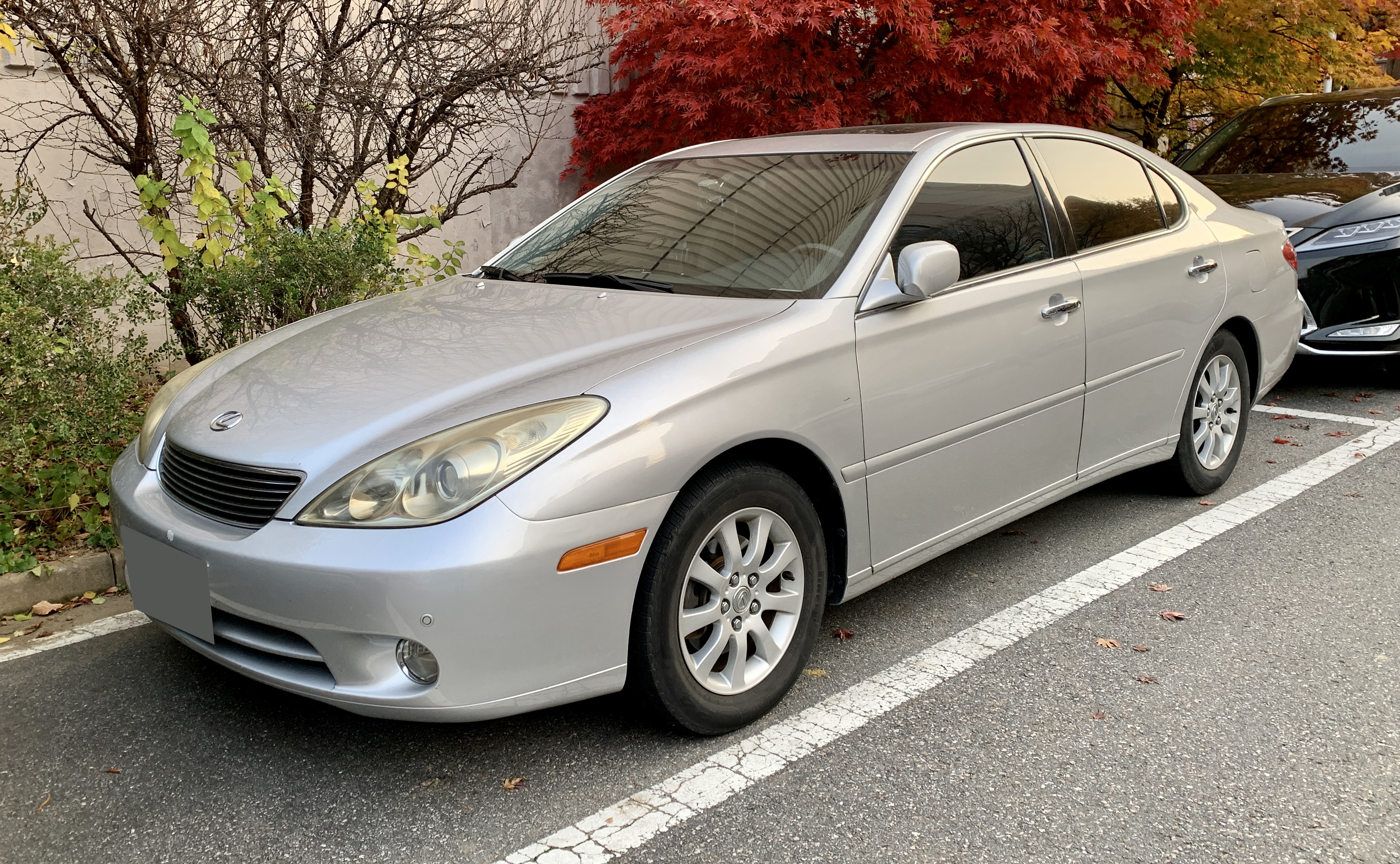
렉서스 ES(후기형) 정측면
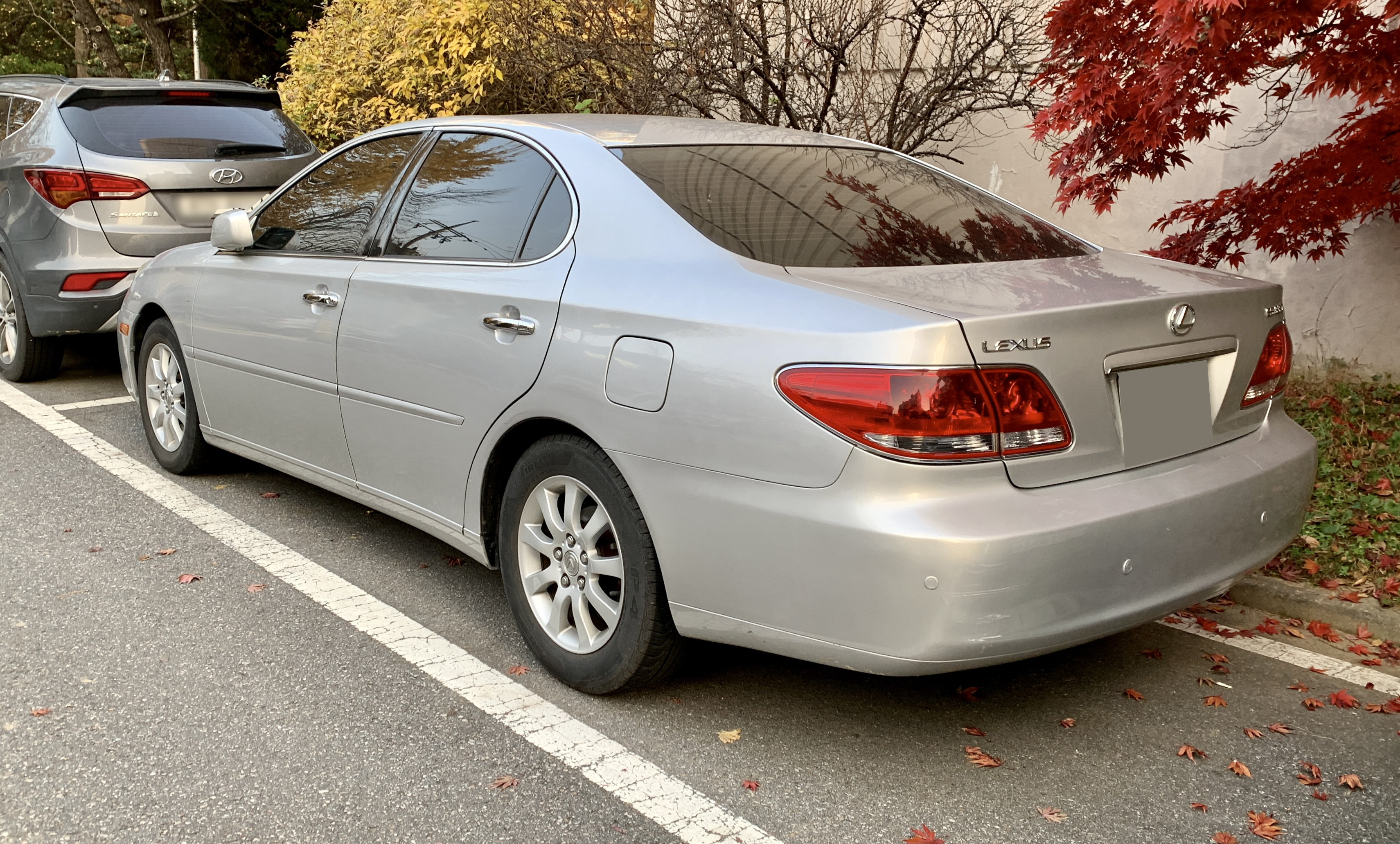
렉서스 ES(후기형) 후측면

## 5세대(XV40)

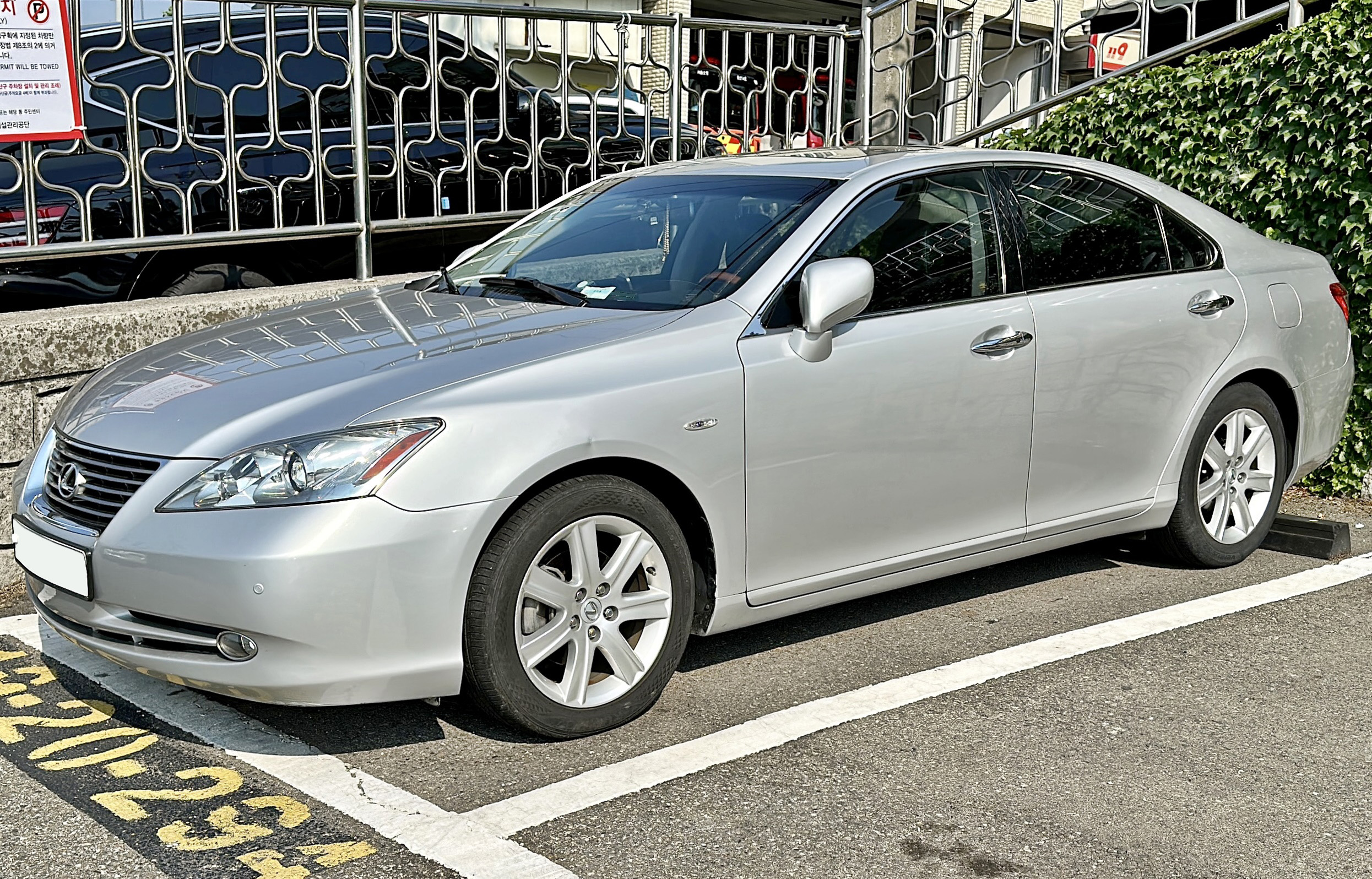
렉서스 ES(전기형) 정측면

277마력을 내는 2GR-FE V6 3,500cc 엔진에 6단 자동변속기를 조합한 ES350으로 개선되었다. 운전석이 왼쪽인 사양으로만 설계되었기 때문에 일본 및 오세아니아 같은 운전석이 오른쪽인 국가에서는 판매되지 않게 되어 사실상 해외 전용 차종이 되었다. 덧붙여 일본에서는 생산은 하되 윈덤으로의 판매를 중단했으며, 2005년에 런칭된 렉서스 브랜드로도 판매되지 않는다. 2009년에는 페이스 리프트를 거쳐 라디에이터 그릴과 범퍼, 알루미늄 휠 등이 변경되었다. 일반 선루프 외에 3피스 타입 파노라마 선루프도 적용되었다.

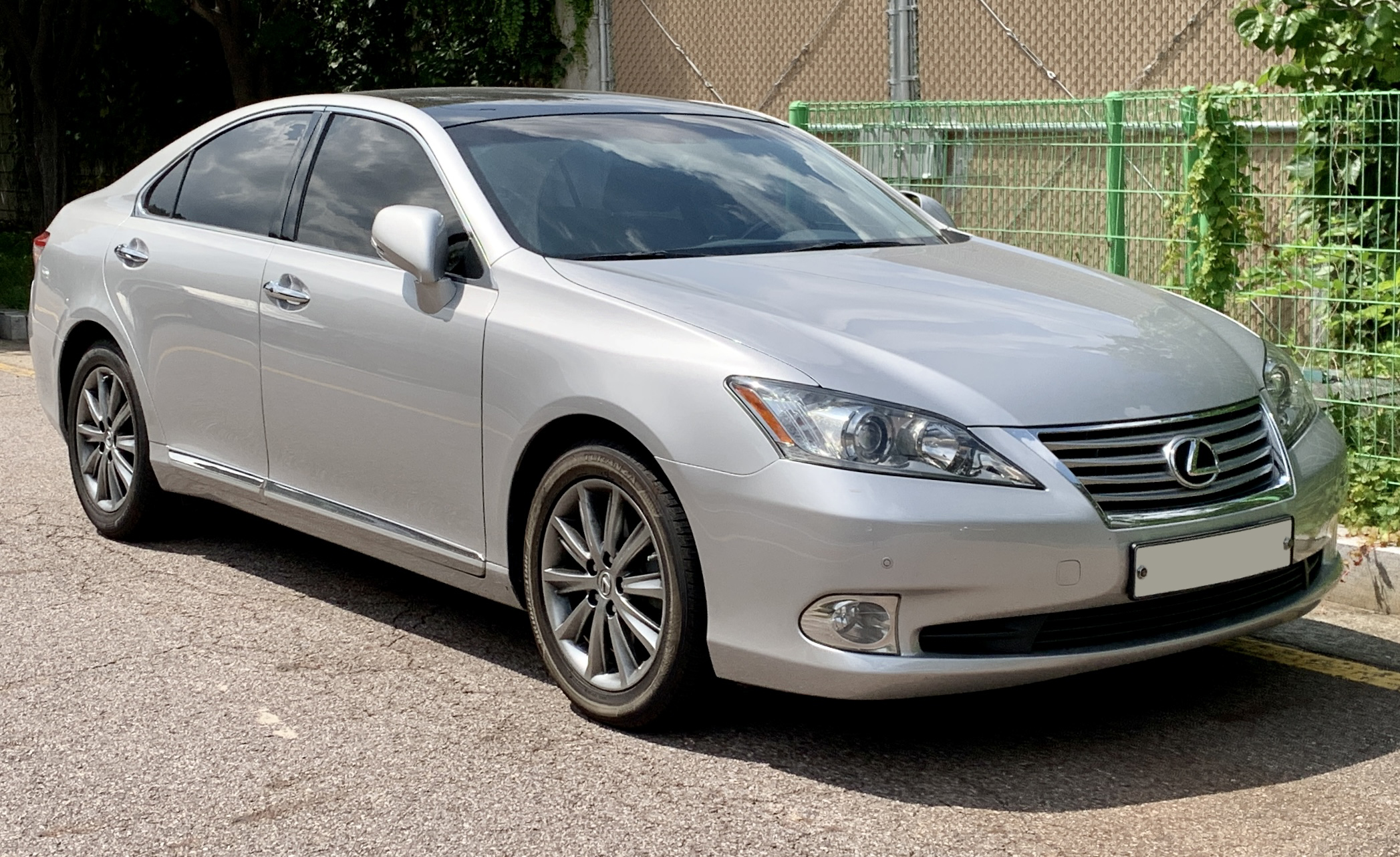
렉서스 ES(후기형) 정측면
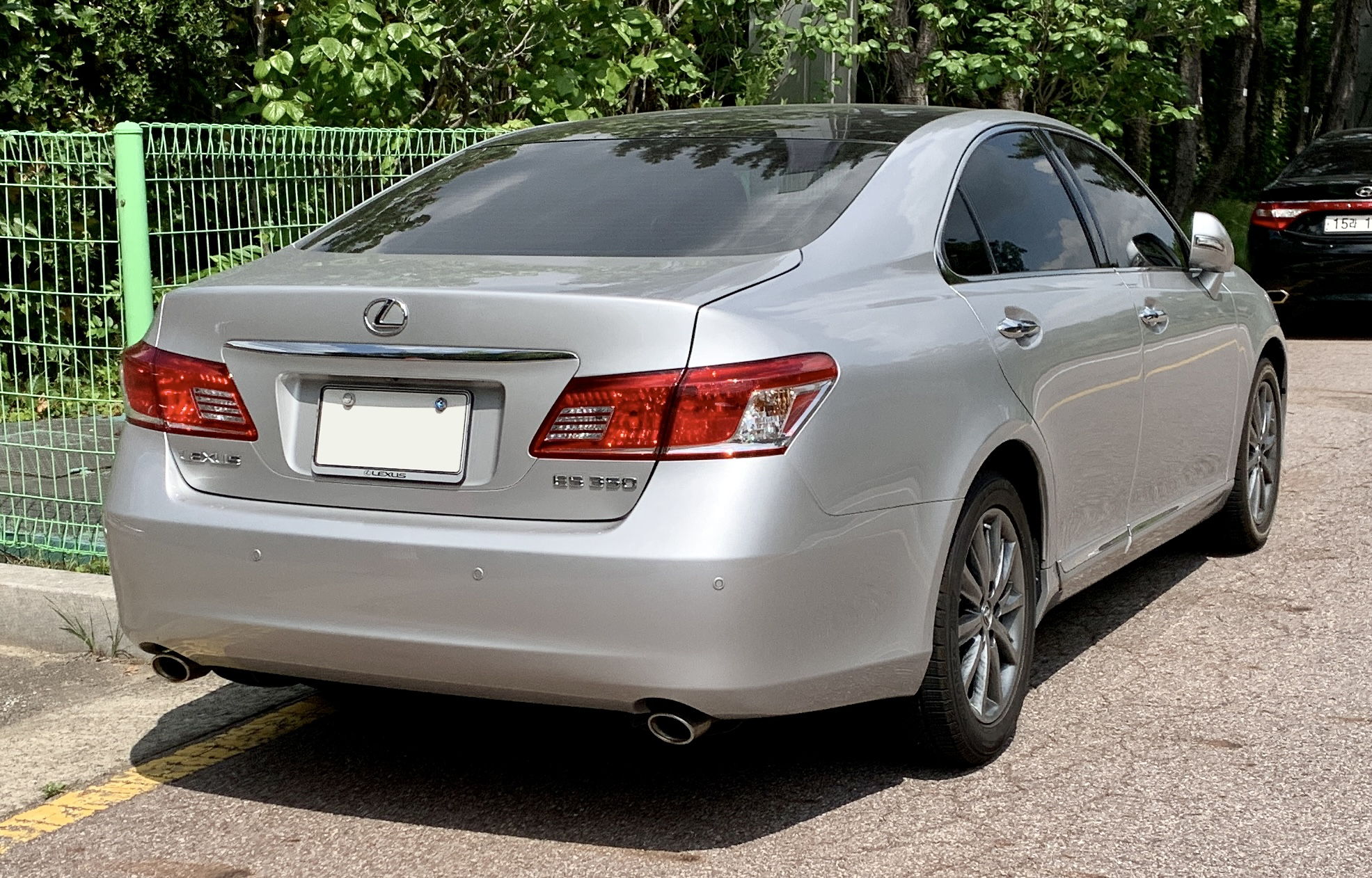
렉서스 ES(후기형) 후측면

## 6세대(XV60)

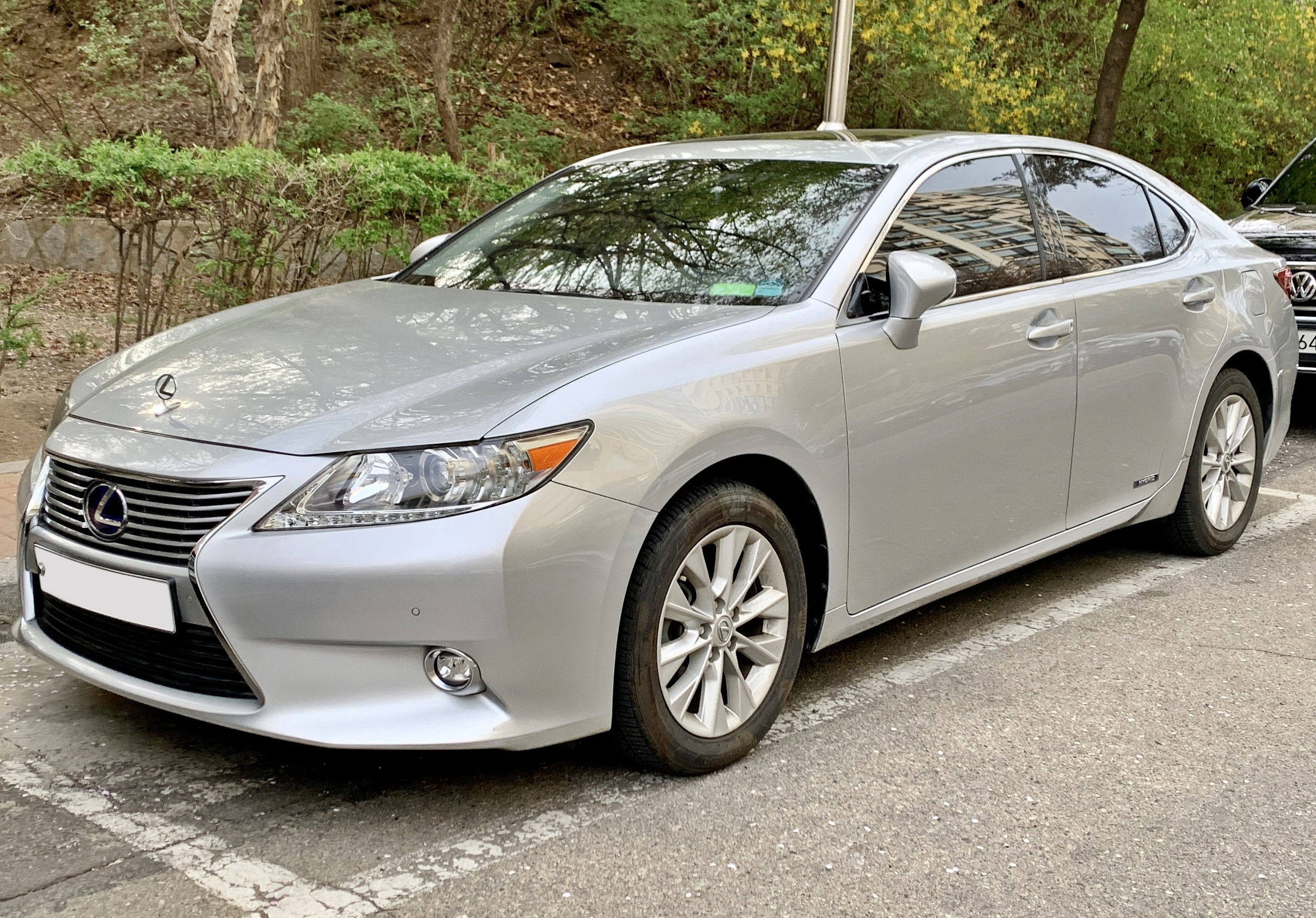
렉서스 ES(전기형) 정측면

2012년에 출시되어 전륜구동 K 플랫폼을 계속 사용하지만, 5세대까지 이어진 캠리와의 공용을 상급 차종인 아발론으로 변경했기 때문에 휠 베이스가 연장되었다. 렉서스의 새로운 패밀리 룩인 스핀들 라디에이터 그릴이 적용되어 공격적인 인상을 준다. 5세대 ES부터 적용된 기존 277마력의 2GR-FE V6 3,500cc 엔진을 그대로 얹은 ES350 이외에 캠리에 이용되는 2AR-FXE I4 2,500cc 엔진에 모터를 조합하여 역대 ES로는 최초로 적용된 하이브리드 사양의 ES300h도 있다. 하이브리드에는 CVT가 달린다. 6세대 역시 여전히 일본에서는 판매되지 않지만, 2013년 하반기에 홍콩, 오스트레일리아 등에서 운전석이 오른쪽인 사양의 판매를 개시했다. 현재 후쿠오카현 미야와카시에서 생산되고 있으나, 2015년부터는 같은 플랫폼을 쓰는 캠리와 아발론을 생산하는 미국 켄터키주 조지타운 현지 공장으로도 생산처를 확대하였다. 2015년에는 페이스 리프트를 거쳐 스핀들 라디에이터 그릴이 넓어졌고, 화살촉 모양의 주간 주행등이 적용되었다. 대한민국에는 ES300h가 주력이자 수입차 중에는 E클래스, 5시리즈와 더불어 많이 팔린다.

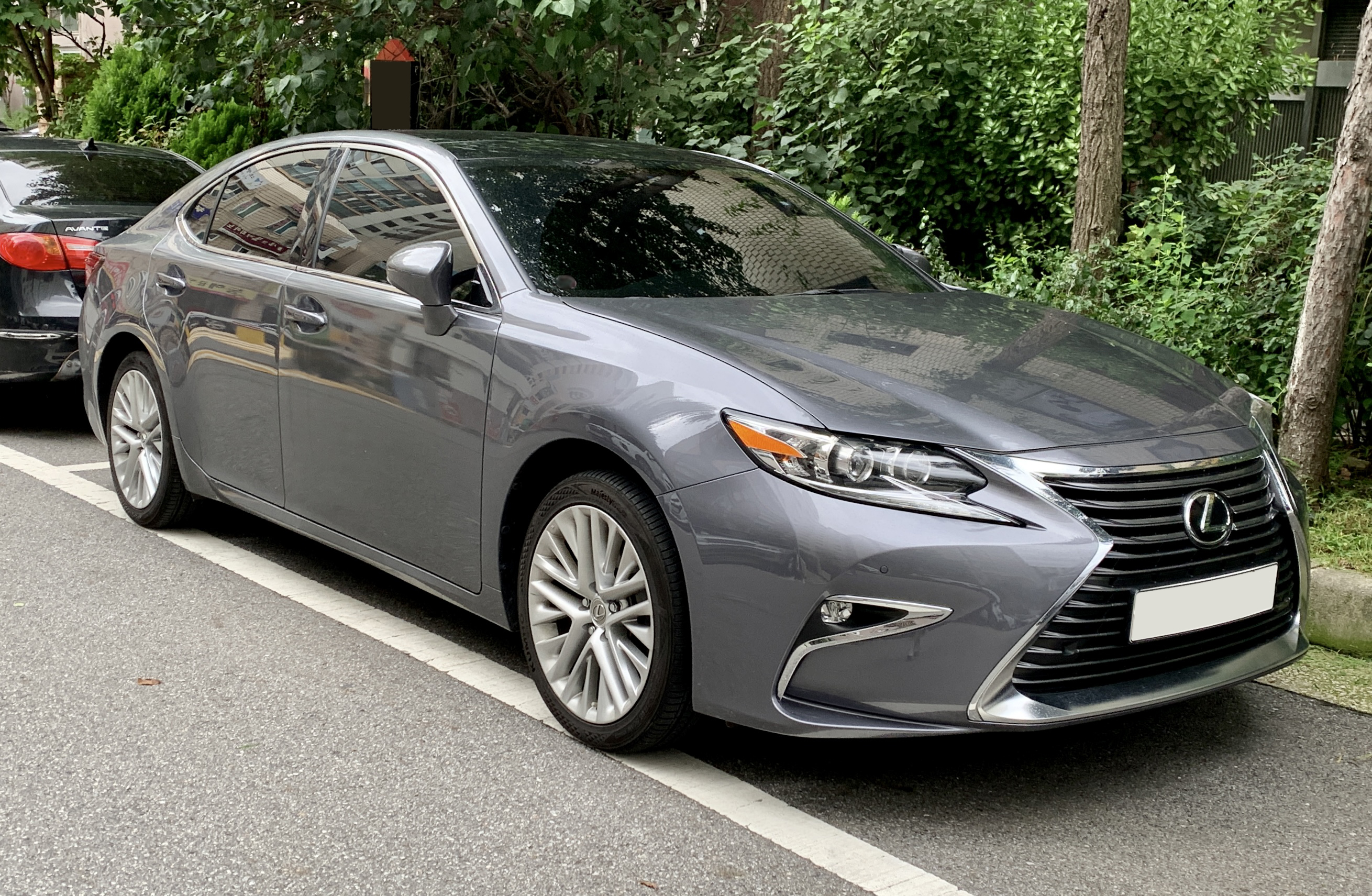
렉서스 ES(후기형) 정측면
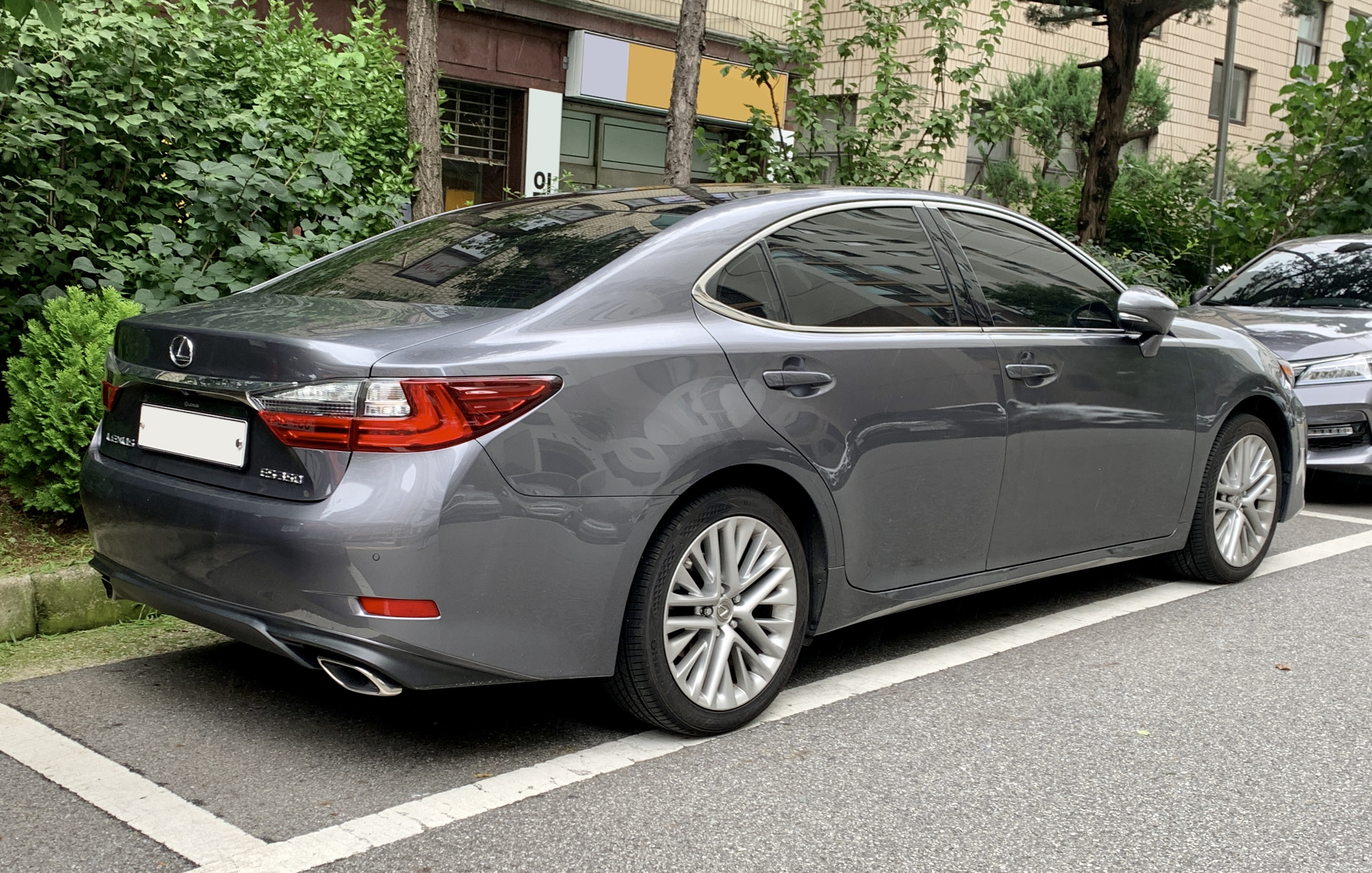
렉서스 ES(후기형) 후측면

## 7세대(XZ10)

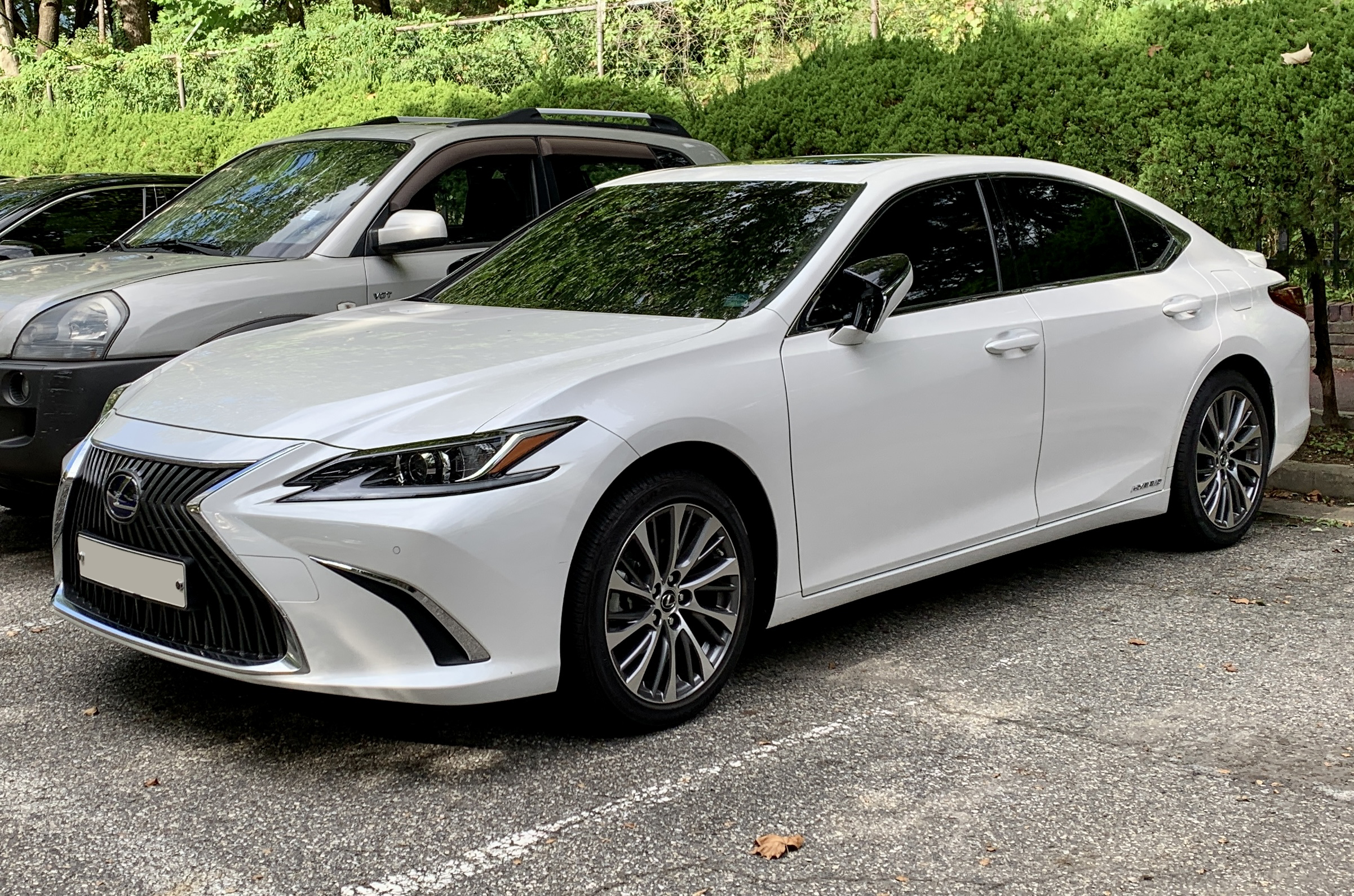
렉서스 ES 정측면

2018년 4월 베이징 모터쇼에서 처음으로 공개되었다. 토요타는 당시 판매 부진에 시달리고 있었던 HS를 2017년에 단종시키고, ES의 일본 런칭을 선언했다. 이에 따라 전신격 모델인 윈덤의 단종 이후 ES가 일본에 최초로 판매되기 시작했다.
양산차 최초로 일본 내수용 모델에 한해 사이드미러를 카메라로 대체했다. 전륜구동 플랫폼은 토요타의 TNGA-K(GA-K)를 적용해 무게중심을 낮추고, 실내는 좀더 스포티하면서도 고급스럽게 꾸몄다. 대한민국에는 2018년 10월 2일에 출시했으며, 2.5리터 가솔린 하이브리드(ES300h)만 판매한다.
북미에서는 7세대부터 기존 ES350뿐만 아니라 ES300h도 생산이 진행된다.
유럽에서는 2018년 말부터 판매를 시작하였다.
2021년에는 마이너 체인지를 통해 디자인 일부분을 다듬었다.
2022년에는 인기 저하로 몇몇 시장에서 판매가 중지된 토요타 아발론의 빈 자리를 어느 정도 메우게 된다.

## 경쟁 차량
- 제네시스 - G80
- 벤츠 - E클래스
- BMW - 5시리즈
- 아우디 - A6
- 재규어 - XF
- 혼다 - 레전드
- 캐딜락 - CTS, XTS
- 볼보 - S90
- 인피니티 - Q70
- 링컨 - MKZ